# Chianni
Chianni ist eine Gemeinde mit 1321 Einwohnern (Stand 31. Dezember 2023) in der Provinz Pisa in der Region Toskana in Italien.

## Geografie

Lage von Chianni in der Provinz Pisa

Die Gemeinde erstreckt sich über ca. 60 km². Sie liegt ca. 60 km südwestlich der Regionalhauptstadt Florenz und 35 km südöstlich der Provinzhauptstadt Pisa. Einige Ortsteile liegen an dem Fluss Sterza (9 von 19 km im Gemeindegebiet), zudem entspringt im östlichen Gemeindegebiet der Cascina. Chianni liegt in der klimatischen Einordnung italienischer Gemeinden in der Zone D, 1 955 GR/G. Der Ort ist Teil des Bistums Volterra und gehört somit dem Erzbistum Pisa als Suffragandiözese an.
Zu den Ortsteilen zählen Garetto, I Gulfi, La Fornace, La Pescaia, La Pieve, Rivalto und Sassi Bianchi. Der ca. 1 km nördlich gelegene Ortsteil Rivalto mit seinen ca. 100 Einwohnern ist der größte Ortsteil.
Die Nachbargemeinden sind Casciana Terme Lari, Castellina Marittima, Lajatico, Riparbella, Santa Luce und Terricciola.

## Geschichte
Heinrich VI. unterstellte den Ort 1186 dem Bischof von Volterra. Bereits sieben Jahre später ging der Ort an die Republik Pisa. 1288 unterstellte sich der Ort erneut dem Bischof von Volterra, Lapo di Rosso de’ Rossi, aber bereits im selben Jahr wurde der Ort von Pisa unter dem Kommando von Guido da Montefeltro zurückerobert. 1325 begehrte der Ort gegen Pisa auf und wurde daraufhin kurz später durch Karl IV. wieder Volterra zugeschlagen. Am 6. März 1406 wurde der Ort zusammen mit seinem Nachbarn und heutigem Ortsteil Rivalto von der Republik Florenz eingenommen.

## Sehenswürdigkeiten

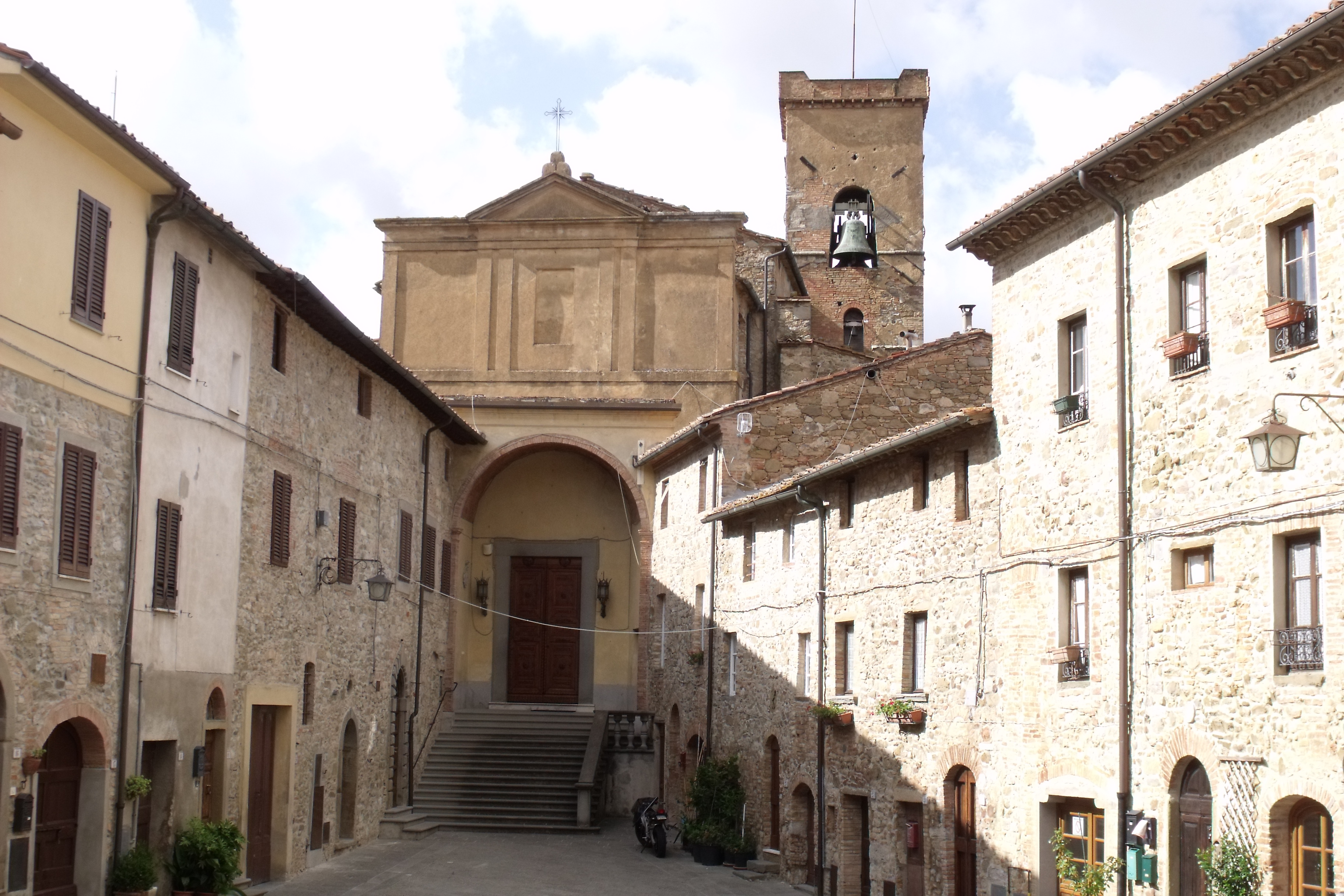
Die Kirche Chiesa di San Donato in Chianni

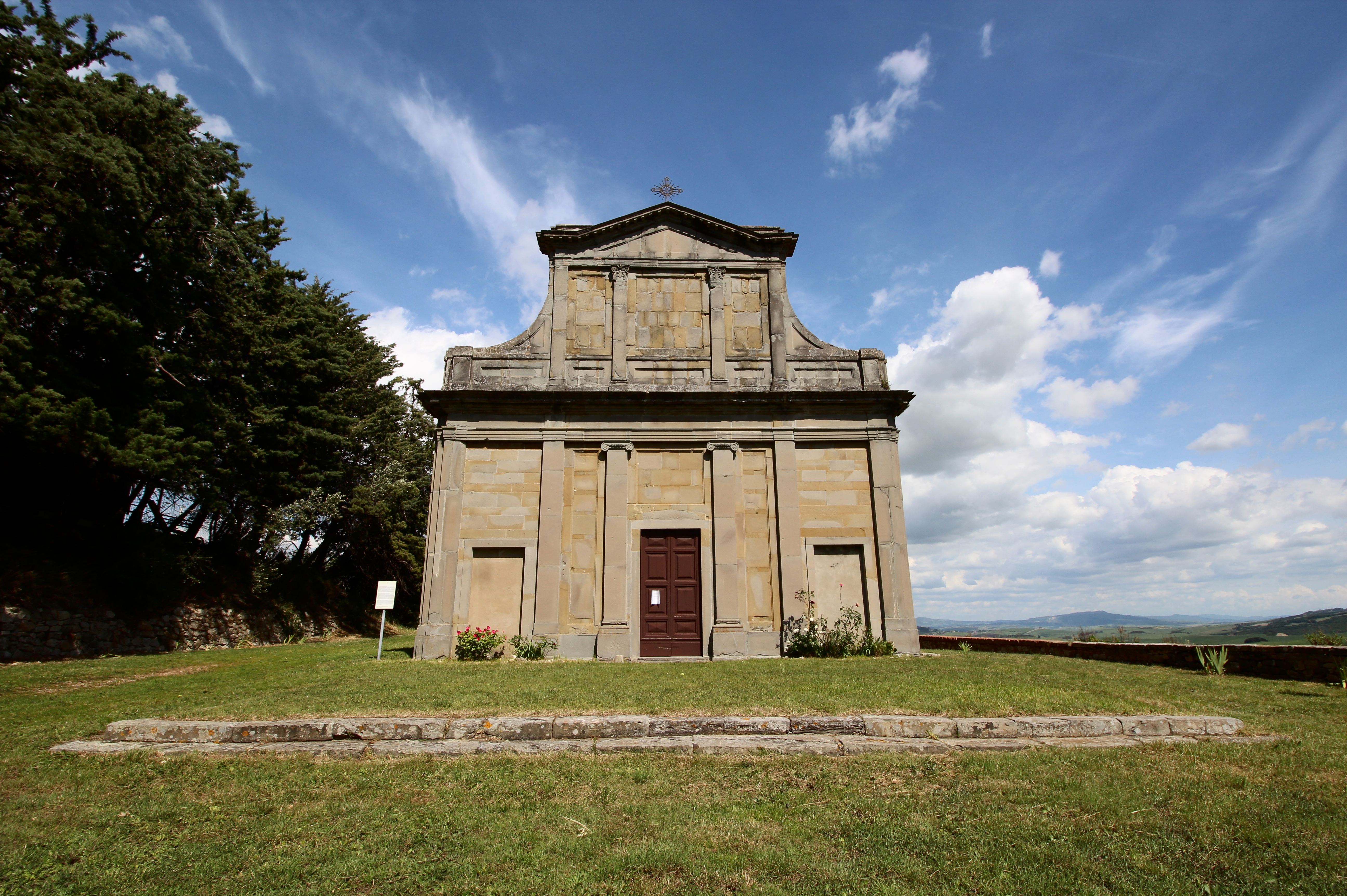
Madonna del Carmine bei Chianni

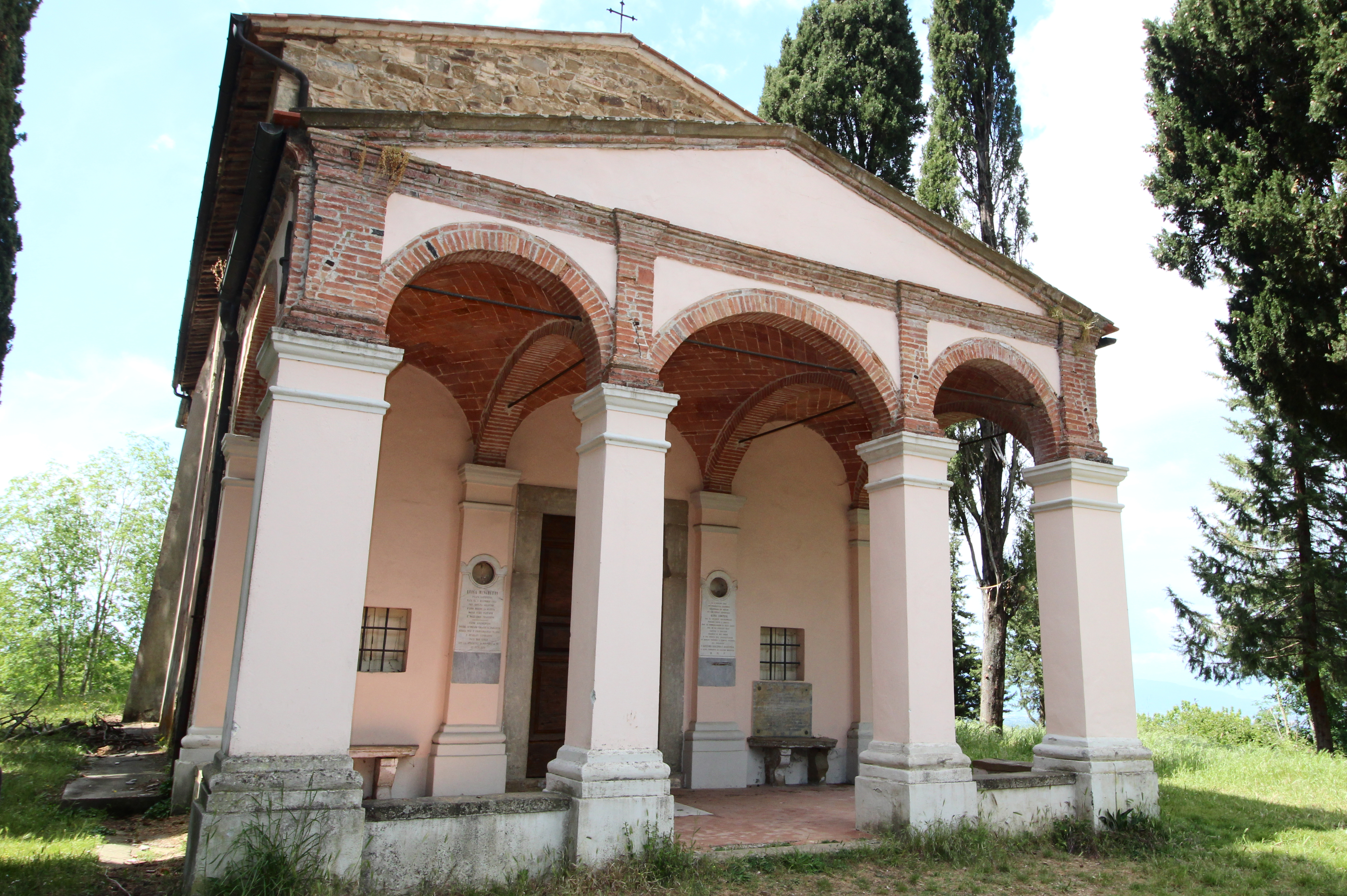
Madonna del Carmine bei Rivalto

- Chiesa di San Donato, Kirche im Hauptort, die 1812 vollständig restauriert fertiggestellt wurde. Das genaue Herkunftsjahr der Kirche ist unbekannt, ca. 15. Jahrhundert. Enthält das dem Ventura Salimbeni zugeschriebene Werk Sant’Antonio in adorazione di Gesù Bambino.[5]
- Cappella della Compagnia della Santissima Annunziata, Kapelle im Ortskern, die der Kirche San Donato anliegt. Entstand wahrscheinlich zu der Zeit, als San Donato umgebaut wurde (18. Jahrhundert).[5]
- Santuario della Madonna del Carmine, Sanktuarium kurz unterhalb des Ortes. Stammt wahrscheinlich aus dem 13. Jahrhundert und erhielt im 17. Jahrhundert den heutigen Namen. Aus dieser Zeit stammt auch die Loggia, die 1929 als Kirchenerweiterung in das Gebäude einbezogen wurde.[5]
- Santuario della Madonna del Carmine, Sanktuarium aus dem 18. Jahrhundert kurz außerhalb des Ortsteils Rivalto, enthält das Werk Madonna del Carmine von Carlo Dolci.[5]
- Santi Fabiano e Sebastiano, Kirche im Ortskern von Rivalto. Enthält die Werke Santi Fabiano e Sebastiano und Madonna addolorata (17. Jahrhundert).[5]
- Santa Croce (Oratorio della Compagnia della Santa Croce), Kirche im Ortskern von Rivalto. Enthält das Gemälde Maria addolorata e San Giovanni aus dem 17. Jahrhundert.[5]